# Torsten Sevecke
Torsten Sevecke (* 7. September 1962 in Hamburg) ist ein deutscher Verwaltungsjurist und politischer Beamter (SPD). Von März 2018 bis Juni 2020 war er Staatsrat des Bereichs Wirtschaft und Innovation in der Behörde für Wirtschaft, Verkehr und Innovation der Freien und Hansestadt Hamburg.

## Leben

### Soldat auf Zeit und Studium
Nachdem Sevecke von 1982 bis 1985 Soldat auf Zeit in der Panzertruppe der Bundeswehr war, nahm er 1985 ein Studium der Rechtswissenschaften, Sozial- und Wirtschaftsgeschichte an der Universität Hamburg auf. Das Studium schloss er 1990 mit dem Ersten Juristischen Staatsexamen ab. 1995 legte er die Große Juristische Staatsprüfung ab. 1997 promovierte er an der Universität Hamburg zum Dr. jur.
Während seines Studiums absolvierte er zwischen 1990 und 1994 verschiedene Auslandsaufenthalte, unter anderem bei der Kommission der Vereinten Nationen für internationales Handelsrecht in Wien und der Hauptabteilung Friedenssicherungseinsätze der Vereinten Nationen in New York City.

### Tätigkeiten im Verwaltungsdienst
Nach seinem Eintritt in den Höheren Allgemeinen Verwaltungsdienst war Sevecke von 1996 bis 1998 im Bereich Rundfunkrecht in der Senatskanzlei, später im Bereich Denkmalschutz in der Kulturbehörde sowie im Sozial- und Jugendhilferecht des Bezirksamts Wandsbek tätig. 1998 war er für das Projekt Errichtung von Museums Stiftungen zuständig, bis 1999 Leiter des Arbeitsstabes Europaministerkonferenz und von 1999 bis 2002 Leiter des Justitiariats der Hamburger Stadtentwässerung.
2002 bis 2003 war Sevecke Projektleiter „Privatisierung Technische Prüfstelle Hamburg“ im Amt für Innere Verwaltung und Planung der Behörde für Inneres, 2004 Berater im Projekt „KITA – Gutscheinsystem“ der Behörde und 2004 bis 2005 Referatsleiter „Umsetzung des Kinderbetreuungsgesetzes“ der Behörde für Soziales und Familie, ehe er 2005 in die Behörde für Inneres zurückkehrte, wo er im Bereich Kampfmittelräumdienst tätig war. Bereits 2005 wechselte er erneut die Behörde und war bis 2010 als Koordinator für Flächenentwicklung des Senats in der Behörde für Stadtentwicklung und Umwelt. 2010 wurde er Leiter des Bezirksamts Eimsbüttel.

### Politische Tätigkeiten
Von 2016 bis 2018 war der Verwaltungsjurist als Senatsdirektor Amtsleiter des Amtes Hafen und Innovation der Behörde für Wirtschaft, Verkehr und Innovation. Dort war er für die Bereiche Luftfahrt, Hafen und Mittelstandsförderung zuständig. Ende März 2018 wurde Torsten Sevecke im Zuge der Bildung des Senats Tschentscher I von Senator Frank Horch zum Staatsrat des Bereichs Bereich Wirtschaft und Innovation der Behörde für Wirtschaft, Verkehr und Innovation berufen. Damit wurde er Nachfolger von Rolf Bösinger, der Olaf Scholz in das Bundesministerium der Finanzen im Zuge der Bildung des Kabinetts Merkel IV gefolgt war. Im Zuge der Verkleinerung der Wirtschaftsbehörde, die die Zuständigkeit für Verkehr an eine eigenständige, neue Fachbehörde abtrat, wurde er im Juni 2020 durch den bisherigen Verkehrsstaatsrat Andreas Rieckhof abgelöst und schied aus dem Amt.

### Tätigkeit an der Führungsakademie der Bundeswehr
Seit Februar 2023 ist Sevecke im Dienstrang eines Oberst der Reserve Direktor der Fakultät für Gesamtstaatliche Risikovorsorge an der Führungsakademie der Bundeswehr in Hamburg.

### Privates
Sevecke ist verheiratet und Vater eines Sohns und einer Tochter.

## Publikationen
- Wettbewerbsrecht und Kommunikationsgrundrechte – Zur rechtlichen Bewertung gesellschaftskritischer Aufmerksamkeitswerbung in der Presse und auf Plakaten am Beispiel der Benetton-Kampagnen. (= Nomos Universitätsschriften Medien. Band 14). Dissertation. Baden-Baden 1997, ISBN 3-7890-5000-8.